# 3725 Valsecchi
3725 Valsecchi este un asteroid din centura principală, descoperit pe 1 martie 1981 de Schelte Bus.